# Interpolação trigonométrica
A interpolação trigonométrica é um método de aproximar uma função por meio de uma soma de funções trigonométricas, isto é, funções seno e cosseno, de diferentes frequências, o objetivo da interpolação trigonométrica é encontrar uma função que passe por um determinado conjunto de pontos de dados, mas que também tenha um comportamento suave e periódico.
Na interpolação trigonométrica, a função é representada como uma série de Fourier, que é uma soma infinita de funções trigonométricas com diferentes frequências e coeficientes. Escolhendo as frequências e coeficientes apropriados, a série de Fourier pode ser usada para aproximar os pontos de dados.
A interpolação trigonométrica tem aplicações em muitas áreas, incluindo processamento de sinais, compressão de áudio e imagem e análise numérica. Também é usada no estudo de análise harmônica e análise de Fourier.

## Formulação do Problema
O polinômio trigonométrico de grau n tem a forma: 
 com {\displaystyle 2n-1} coeficientes: {\displaystyle a_{0},a_{1},...a_{n}e\ b_{0},b_{1},...,b_{n}}.
Todo problema de interpolação é descrito como
, onde {\displaystyle k=0,1,2...n-1}. Como  o polinômio trigonométrico tem período {\displaystyle 2\pi }, podemos assumir que {\displaystyle 0\leq x_{0}<x_{1}<x_{2}<\cdots <x_{N-1}<2\pi .\,}
O problema agora é encontrar coeficientes, de forma que o polinômio trigonométrico satisfaça as condições de interpolação.

Se o número de pontos for ímpar: {\displaystyle m={\frac {n-1}{2}}}
 e
{\displaystyle \Psi (x)={\frac {A_{0}}{2}}+\sum _{k=1}^{m}[A_{k}\cdot \cos(k\cdot x)+B_{k}\cdot \sin(k\cdot x)]}

Se o número de pontos for par: 
{\displaystyle m={\frac {n}{2}}}
 e
{\displaystyle \Psi (x)={\frac {A_{0}}{2}}+\sum _{k=1}^{m-1}[A_{k}\cdot \cos(k\cdot x)+B_{k}\cdot \sin(k\cdot x)]+{\frac {A_{m}}{2}}\cdot \cos(m\cdot x)}

Para ambos os casos:
{\displaystyle A_{j}={\frac {2}{n}}\sum _{k=0}^{n-1}[f(x_{k})\cdot \cos(j\cdot x_{k})]}
{\displaystyle B_{j}={\frac {2}{n}}\sum _{k=0}^{n-1}[f(x_{k})\cdot \sin(j\cdot x_{k})]}

## Formulação no plano complexo
Utilizando a fórmula de De Moivre, podemos reescrever a soma de seno e cosseno como

{\displaystyle e^{ikx}=cos(kx)+isen(kx)}
Então o polinômio pode ser escrito como
{\displaystyle p(x)=\sum _{k=-n}^{n}c_{k}e^{ikx},\,}
onde {\displaystyle c_{0}=a_{0}}  , {\displaystyle c_{k}={\frac {1}{2}}(a_{k}+ib_{k})} e  {\displaystyle c_{-}k={\frac {1}{2}}(a_{k}-ib_{k})}

Se {\displaystyle z=e^{ix}} podemos reescrever {\displaystyle p(x)} como {\displaystyle p_{n}(z)=\sum _{k=-n}^{n}c_{k}z^{k},\,}

onde {\displaystyle z^{n}p_{n}(z)}    é um polinômio de grau {\displaystyle \leq 2n.}

O problema de interpolação, então, resume-se a {\displaystyle p_{n}(z_{k})=f(t_{k}),\qquad k=0,1,2,...,2n}

## Exemplos

### Exemplo 1
Encontrar o polinômio interpolador trigonométrico de grau dois para {\displaystyle f(t)=e^{sint+cost}} em {\displaystyle [0;2]} 

{\displaystyle p_{2}(t)={\frac {a_{0}}{2}}+c_{1}cost+c_{2}cost+b_{1}sint+b_{2}sin2t} 

de forma que {\displaystyle p_{2}(t)=e^{sint_{l}+cost_{l}}} e    {\displaystyle t_{l}={\frac {2}{\pi }}{5}l} onde   {\displaystyle l=0,1,2,3,4.}

{\displaystyle a_{l}={\frac {2}{2n+1}}\sum _{k=0}^{2n}f(t_{k})coslt_{k},\,}

{\displaystyle b_{l}={\frac {2}{2n+1}}\sum _{k=0}^{2n}f(t_{k})sinlt_{k},\,}

{\displaystyle a_{0}=3,12764,a_{1}=1,24872,a_{2}=0,09426,b_{1}=1,27135,b_{2}=0,49441}

#### Exemplo 2
Interpolar os seguintes pontos:

{\displaystyle {\begin{array}{|c||cccc|}k&0&1&2&3\\f_{k}&1&3&-2&-1\end{array}}}

Número de pontos   {\displaystyle n=4\,} (par) Grau: {\displaystyle m={\frac {n}{2}}=2}

{\displaystyle x_{k}=k\cdot {\frac {2\pi }{4}}\Rightarrow x_{k}=\left\{0,\ {\frac {\pi }{2}},\ \pi ,\ {\frac {3}{2}}\pi \right\}}
{\displaystyle A_{0}={\frac {2}{n}}\sum \limits _{k=0}^{n-1}f_{k}\cdot \cos(k\cdot x_{k})={\frac {2}{4}}\sum \limits _{k=0}^{3}f_{k}\cdot \cos(k\cdot 0)={\frac {1}{2}}(1\cdot 1+3\cdot 1-2\cdot 1-1\cdot 1)={\frac {1}{2}}}
{\displaystyle A_{1}={\frac {2}{4}}\sum \limits _{k=0}^{3}f_{k}\cdot \cos(k\cdot x_{k})={\frac {1}{2}}[1\cdot \cos(0)+3\cdot \cos({\frac {\pi }{2}})-2\cdot \cos(\pi )-1\cdot \cos({\frac {3}{2}}\pi )]={\frac {3}{2}}}
{\displaystyle A_{2}={\frac {2}{4}}\sum \limits _{k=0}^{3}f_{k}\cdot \cos(k\cdot x_{k})={\frac {1}{2}}[1\cdot \cos(0)+3\cdot \cos(\pi )-2\cdot \cos(2\pi )-1\cdot \cos(3\pi )]=-{\frac {3}{2}}}
{\displaystyle B_{0}={\frac {2}{n}}\sum \limits _{k=0}^{n-1}f_{k}\cdot \sin(k\cdot x_{k})=0}
{\displaystyle B_{1}={\frac {2}{4}}\sum \limits _{k=0}^{n-1}f_{k}\cdot \sin(k\cdot x_{k})={\frac {1}{2}}[1\cdot 0+3\cdot 1-2\cdot 0-1\cdot (-1)]=2}
{\displaystyle B_{2}={\frac {2}{n}}\sum \limits _{k=0}^{n-1}f_{k}\cdot \sin(k\cdot x_{k})=0}
Resultado:

{\displaystyle \Theta (x)={\frac {1}{4}}+A_{1}\cdot \cos(x)+B_{1}\cdot \sin(x)+{\frac {A_{2}}{2}}\cdot \cos(2x)={\frac {1}{4}}+{\frac {3}{2}}\cos(x)+2\sin(x)-{\frac {3}{4}}\cos(2x)}
1. ↑  Stoer, J.; Bulirsch, R. (2002). Introduction to Numerical Analysis. [S.l.]: Springer
2. ↑  Kaminski, D. (2008). Fourier Analysis. [S.l.]: Cengage Learning
3. ↑  Gautschi, W. (2012). Numerical Analysis. [S.l.]: Birkhauser